# ヴラド・ブチュコフスキ
ヴラド・ブチュコフスキ（Vlado Bučkovski、マケドニア語Владо Бучковски、1962年12月2日 - ）は、マケドニア共和国の政治家。同国元首相。

## 経歴
- 1987年から1988年まで、マケドニア共和国議会において専門研究員として働く。1988年から2002年まで、スコピエ大学法学部において、講師、研究員、下級助手、助手として働き、2003年、同学部の助教授となった。
- 1998年から2000年まで、国家選挙委員会委員、2000年から2001年まで、スコピエ市議会議長。
- 2001年5月13日から11月26日まで、広域連合政権において国防相。
- 2002年11月1日、マケドニア共和国国防相となる。
- 2003年9月15日、政府法務会議議長。
- 2004年11月26日、マケドニア社会民主同盟（SDSM）総裁に選出。同日、首相に選出。
- 2006年8月27日、マケドニア共和国議会選挙で社会民主同盟は内部マケドニア革命組織・マケドニア国家統一民主党（VMRO-DPMNE）に敗北したことに伴い、辞任。後任の首相はVMRO-DPMNEのニコラ・グルエフスキ。
- 2008年12月9日、国防相在任中のマケドニア紛争における職権乱用の容疑で有罪となり、懲役3年半の実刑判決が言い渡された。

## パーソナル
- スコピエ出身。1986年にスコピエ大学法学部卒業、1991年に修士号、1998年に「ローマと現代の債務法」のテーマで博士号取得。
- 英語を話せる。